# بردگوری ۱ چال منار
بردگوری ۱ چال منار در شهرستان مسجد سلیمان، بخش اندیکا، دهستان للروکتک، ۶۰۰ متری شمال روستای چال منار واقع شده و این اثر در تاریخ ۲۶ اسفند ۱۳۸۷ با شمارهٔ ثبت ۲۵۹۸۰ به‌عنوان یکی از آثار ملی ایران به ثبت رسیده است.